# Lambert Kouassi Konan
Lambert Kouassi Konan, né le 27 mars 1939, à Mankono et mort le 23 septembre 2023, est un ingénieur agronome, horticulteur, et homme politique de Côte d'Ivoire, où il a co-dirigé la politique agricole à plusieurs reprises.

## Biographie
Son père, Jules Konan, un riche planteur de Daloa, décède lorsque Lambert a 9 ans. Il est alors recueilli par son tuteur Jules Coffie, greffier en chef du tribunal de Daloa.
Lambert Kouassi Konan fréquente des établissements scolaires à Daloa et à Bouaké. Il obtient les meilleures notes du baccalauréat pour la région Centre et nord de la Côte d’Ivoire,.
Il fait des études d'agronomie à l'Ecole Supérieure d'Agronomie Tropicale (ESAT) de 1960 à 1965, puis au Centre INRAE de Versailles.
Il rentre en Côte d'Ivoire en 1968. Il enseigne à l'École nationale supérieure d'agronomie de Yamoussoukro. À partir de 1970, et pendant 6 ans, il est directeur de cabinet de Abdoulaye Sawadogo, ministre de l'agriculture de Côte d'Ivoire. Il est en même temps président de SODESUCRE,.
Il achète une bananeraie de 270 ha à Thomasset (au Nord d'Abidjan), et la transforme en une plantation d'horticulture dénommée "plantation Semby" ouverte au public sous le nom de Adjoupa Green Lodge. Il y gagne la réputation d'être « un vrai paysan avec esprit du privé ».
Il est élu député de Tiébissou de 1990 à 1995, en qualité de membre du PDCI.
Il est ministre de l'Agriculture, puis ministre d'État, ministre de l’Agriculture et des Ressources animales, sous les présidents de la république de Côte d'Ivoire Félix Houphouët-Boigny et Henri Konan Bédié de 1990 à 1999,,. Son ministère est le seul à faire travailler des collaborateurs d'autres partis politiques que le PDCI, et le ministre leur demande fréquemment leur avis dans un souci de concertation trans-partisane.
Il est président du conseil d'administration du Fond d'entretien routier de 2001 à 2004.
Il est président du conseil d'administration du Conseil Café-Cacao, de janvier 2012 à janvier 2022. Il doit gérer la crise liée à la surproduction de cacao de 2016 à 2018 avec chute des cours mondiaux et des revenus des cacaoculteurs, qui entraine le limogeage du directeur général du Conseil Café-Cacao, Massandjé Touré Litse, le 1er août 2017. Le 26 janvier 2022, il est remplacé par Coulibaly Minaya Siaka.
Il est vice-président du Parti démocratique de Côte d'Ivoire.
Lambert Kouassi décède le 23 septembre 2023.